# 趙巷駅
座標: 北緯31度9分47.4秒 東経121度11分15秒 / 北緯31.163167度 東経121.18750度
趙巷駅（ちょうこうえき）は中華人民共和国上海市青浦区に位置する上海地下鉄17号線の駅である。

## 駅構造
相対式ホーム2面2線の高架駅。

## 歴史
- 2017年12月30日 - 開業。

## 隣の駅
上海軌道交通
■17号線
嘉松中路駅 - 趙巷駅 - 匯金路駅